# Àfrica subsahariana
L'Àfrica subsahariana o Àfrica negra és la part del continent africà que es defineix per oposició al Magrib i comprèn els estats que estan al sud del desert del Sàhara, és a dir, l'Àfrica austral i gran part de la central i oriental. Tot i l'enorme varietat de realitats que inclou, les característiques que la defineixen en la parla popular són les següents:
- Domini de la població negra.
- Baix nivell global de desenvolupament.
- Predomini del cristianisme i l'animisme.
- El passat històric més ric (es creu que aquí es va originar l'ésser humà).